# Лихолобов, Владимир Александрович
Владимир Александрович Лихолобов (род. 1947) — советский и российский химик, специалист в области разработки и исследования металлокомплексных каталитических систем для осуществления процессов органического синтеза, член-корреспондент РАН (2000).

## Биография
Родился 18 августа 1947 года в Краснограде Харьковской области, Украинская ССР.
В 1970 году — окончил факультет естественных наук Новосибирского государственного университета.
После окончания ВУЗа начал свою научную и административную деятельность в Институте катализа имени Г. К. Борескова СО АН СССР — РАН, где прошел путь от стажера-исследователя до заместителя директора (1970—2000).
В 1973 году — защитил кандидатскую, в 1983 году — докторскую диссертацию, а в 1989 году — было присвоено учёное звание профессора.
С 2000 года — председатель Президиума Омского научного центра СО РАН, член Президиума Сибирского отделения РАН.
В 2003 году благодаря его усилиям была проведено объединение Омского филиала Института катализа СО РАН и Конструкторско-технологического института технического углерода СО РАН и образован Институт проблем переработки углеводородов СО РАН, директором которого он являлся с 2004 по 2015 годы. В настоящее время — заведующий лабораторией зелёной химии.
В 2000 году — избран членом-корреспондентом РАН.

## Научная деятельность[1]
Один из инициаторов проведения исследований в области применения принципов гомогенного катализа для создания новых эффективных гетерогенных катализаторов органического синтеза, а также разработки методов каталитического матричного синтеза и их использования для получения практически важных материалов и каталитических композиций.
Внес заметный вклад в разработку каталитических систем, значительно улучшающих технико-экономические показатели предприятий нефтехимического и органического синтеза. С участием В. А. Лихолобова и под его руководством были заложены научные основы технологии и освоено опытно-промышленное производство различных модификаций катализаторов из новых мезопористых углеродных материалов, последние внедрены в практику крупнотоннажного органического синтеза и синтеза биологически активных веществ.
Развивает актуальные исследования в области создания новых ресурсосберегающих процессов переработки углеводородов, основанные на реакции вовлечения метана (природного газа) в процессы риформинга и крекинга, а также получения новых материалов, катализаторов и систем для водородной энергетики и переработки возобновляемого сырья. Наиболее перспективное направление исследований научной школы В. А. Лихолобова — целенаправленный синтез активных центров для создания нового поколения катализаторов нефтегазопереработки и нефтехимии.

## Преподавательская и общественная деятельность
Член Международного консультативного совета симпозиумов по связи между гомогенным и гетерогенным катализом, член Научного совета РАН по катализу, член редколлегий ряда научных журналов.
Ведет преподавательскую деятельность как профессор и заведующий кафедрами катализа и адсорбции НГУ, химической технологии Омского государственного университета (с 2003); химической технологии переработки углеводородов Омского государственного технического университета (с 2003).
Под его руководством защищено 9 докторских и 21 кандидатская диссертация.
- Каталитический синтез углеродных материалов и их применение в катализе // Соросовский образовательный журнал. 1997. № 5. с. 35-42
- Катализ. Введение и основные понятия // Промышленный катализ в лекциях. М., 2005. с. 7-36
- Катализаторы — основа производства высокотехнологичной продукции // Топливно-энергетический комплекс России: Федеральный справочник. М., 2006. с.229-232 (в соавт.)
- Catalysis by novel carbon-based materials // Catalysis by unique metal ion structures in solid matrices. The Netherlands, 2001. p. 295—306
- Physicochemical aspects of preparation of carbon supported noble metal catalysts // Catalysis and electrocatalysis at nanoparticle surfaces. N.Y., 2002. p. 379—407 (в соавт.)

## Награды
- Орден Дружбы (2007)[5]
- Медаль ордена «За заслуги перед Отечеством» I степени (2024)[6]
- Медаль ордена «За заслуги перед Отечеством» II степени (1999)[7]
- Почётная грамота Академии наук СССР (1974)
- Государственная награда Омской области — медаль «За высокие достижения» (2007)
- Золотой Почётный знак «Общественное признание», номинация «Наука и образование» (2007)
- Почётный знак СО РАН «Золотая сигма» (2015)
- Юбилейная медаль «Омск. 300-летие» (2016)